# Vol 226A de Britannia Airways
El vol 226A de Britannia Airways va ser un vol xàrter internacional de Cardiff (Gal·les) a Girona que es va estavellar aterrant a l'aeroport de Girona el 14 de setembre de 1999. Dels 236 passatgers i 9 tripulants a bord, dos van resultar ferits greus i 41 va patir lesions menors, i un dels passatgers que aparentment només havia sofert lesions menors van morir cinc dies més tard de lesions internes que no s'havien detectat abans. L'avió, un Boeing 757–204, va resultar massa malmès perquè la reparació fos econòmicament viable i va ser desballestat.

## Història de vol
El vol xàrter turístic va haver d'aterrar de nit, suportant tempestes amb pluja intensa, a les 21:47 UTC (23:47 hora local). Alguns vols anteriors havien estat desviats a l'aeroport del Prat, que també era l'aeroport alternatiu pel BY226A. L'informe meteorològic abans de l'aterratge informava d'un ennuvolament parcial a una altura tan baixa com 500 metres:
Vent de superfície 350/6 kt, visibilitat 4 km, tempesta amb pluja intensa, núvols 3–4 octes a 1,500 peus, 1–2 octes cumulonimbe a 3,000 peus, 5–7 octas a 4,000 peus, temperatura 20 °C/ punt de rosada 20 °C, QNH 1010 mb, es remarca pluja recent.

## Seqüència de l'accident
La tripulació inicialment executava un una aproximació instrumental VOR/DME, no de precisió, cap a la pista 02 (l'aeroport de Girona té una sola pista, disposada aproximadament en direcció nord-sud, però en terminologia aeronàutica els dos sentits d'una mateixa pista es designen com dues pistes diferents; la pista de Girona és la 02 quan els avions la fan servir en direcció nord i la 20 quan la fan servir en direcció sud). Quan la tripulació va prendre contacte visual amb la pista van comprovar que l'avió no estava en la posició correcta i van iniciar el procediment previst pel cas d'aproximació frustrada (o sigui, avortar l'aterratge). Un canvi de la direcció del vent afavoria que es fes servir la pista oposada i així que l'aeronau va ser col·locada per un ILS (Sistema d'Aterratge de l'Instrument) en aproximació a la pista 20 per tornar a intentar aterrar. Al moment de va baixar per sota els núvols i poder veure la pista, l'avió estava a una altura d'uns 500 peus (150 m) per sobre del nivell del terra. Quan acabava l'aproximació final, l'enllumenat de l'aeroport va fallar per uns segons (uns 11 segons). L'aeronau va fer una presa de terra dura, va rebotar i va fer una segona presa de terra més dura encara, que va malmetre el tren d'aterratge davanter i els seus suports, cosa que al seu torn va provocar encara més danys als sistemes de l'avió, incloent la fallada de l'energia elèctrica, una interferència dels controls i un augment incontrolat d'empenta dels motors.
El Boeing 757 va sortir de la pista a una velocitat alta, aproximadament 1,000 metres més enllà d'on havia tocat terra per segon cop i va córrer 343 metres a través de la superfície plana i herbada del costat de la pista, abans d'anar a pujar obliquament sobre un terraplè que el va fer saltar enlaire envolant-se parcialment. Més enllà del terraplè l'avió va tocar amb uns arbres de mida mitjana i el motor dret va topar amb la tanca de l'aeroport. L'avió va passar a través de la tanca i va tornar a aterrar en un camp, cosa que va fer col·lapsar els dos trens d'aterratge principals. Finalment, es va acabar aturant després d'arrossegar-se 244 metres pel camp, a 1900 metres del segon punt on havia tocat terra a la pista.
Els danys van ser considerables: el fuselatge s'havia trencat en dos llocs i el tren d'aterratge i els dos motors se'ls havia deixat pel camí. Tot i els danys soferts per la cabina, la tripulació va evacuar l'avió eficientment, tot i que tres de les vuit sortides d'emergència no es van poder obrir i algunes rampes d'escapada no es van inflar (tanmateix amb el fuselatge a terra això darrer no va ser un problema).
El controlador de la torre, conscient poc després la presa de terra que alguna cosa no anava bé, va activar l'alarma d'emergència. Tanmateix, l'alarma no va sonar i els bombers de l'aeroport van ser alertats per una línia telefònica específica i va anar al principi de la pista 20 i van recórrer-la buscant l'avió sense trobar-lo. La recerca es va estendre als costats de la pista i a la zona de passada de frenada. Finalment el van localitzar 18 minuts després de l'accident, i 14 minuts més tard van aconseguir arribar al lloc. Amb tot, la transferència dels passatgers a l'edifici de la terminal de l'aeroport no va ser completada fins a una hora i deu minuts després de la topada.

## Post-accident
No hi va haver víctimes mortals immediates i les lesions van ser poques: 2 ferits greus i 42 ferits lleus. Tanmateix, un passatger que hi havia estat ingressat a hospital amb lesions aparentment lleus i que havia estat donat d'alta l'endemà va morir cinc dies més tard de lesions internes que havien passat desapercebudes.
Les autoritats d'aeroport van ser criticades després de l'accident, particularment pel fet que els equips de rescat triguessin més d'una hora en arribar i evacuar l'escena. És més, com a mínim un passatger va arribar caminant pel seu compte a la terminal per demanar ajuda.

## Investigació i informe final
L'accident va ser investigat per la Comissió d'Investigació d'Accidents i Incidents d'Aviació Civil (CIAIAC) del Ministeri de Foment. Al seu informe final, la conclusió sobre la causa va ser:
"Es considera que la causa més probable de l'accident va ser la desestabilització de l'aproximació per sota de l'altura de decisió amb pèrdua de les referències visuals externes i dels avisos automàtics d'altura immediatament abans de l'aterratge, amb el resultat d'un contacte amb la pista amb excessiva velocitat de descens i en actitud de morro baix. El desplaçament resultant de l'estructura de suport del tren davanter va interferir amb als sistemes de l'aparell, el que va portar a un augment no comanat de l'empenta i a altres efectes que van agreujar molt les conseqüències de l'esdeveniment inicial."
També es va determinar que hi havien contribuït l'empitjorament de l'entorn visual de la pista per la foscor i la pluja torrencial i l'apagada dels llums de la pista immediatament abans d'aterrar, l'eliminació d'algunes alarmes automàtiques de l'avió que haurien d'haver advertit de l'alçada, l'efecte de xoc o d'incapacitació mental del pilot per la fallada dels llums de la pista, que li podia haver impedit prendre la decisió d'avortar l'aterratge, la manca d'un entrenament específic en simuladors de vol per avortar un aterratge sota l'altura de decisió, i una avaluació insuficient de les condicions meteorològiques, especialment pel que fa al desplaçament i la intensitat de la tempesta que afectava l'aeroport.